# Ligamentum pisotriquetrale mediale
A ligamentum pisotriquetrale mediale egy apró (mindössze kb. 1 cm hosszú) szalag a csuklóban. A borsócsont (os pisiforme) és a háromszögletű csont (os triquetrum) ulnaris része között fut.

## Topográfia
Ízületi tokon kívüli szalag.

## Funkció
Az articulatio pisotriquetralist stabilizálja.

## Klinikai jelentőség
A borsócsont dislocatiója a háromszögletű csont disztális végének avulziójával jár a ligamentum pisotriquetrale medialéhez képest. Ez a csontok mozdulatlanná tételével kezelhető.

## Rendszertani jelentőség
A Proconsul heseloniban egyedi szerkezetű: a háromszögletű csonton és a borsócsonton sincsenek az emberben található, a ligamentum pisotriquetrale mediale két végeként használt kiemelkedések, és a háromszögletű csonton lévő processus styloideus ulnae nyújtottabb. Így bár az ízület bemélyedése stabilitást biztosít, a processus styloideus ulnae disztomediálisan nagyobb távolságot tud megtenni, nagyobb ulnáris elfordulást biztosítva, mint a Hominoidea kládon kívüli fajokban.